# Discografia de Destiny's Child
Este anexo lista a discografia do Destiny's Child, um grupo feminino norte-americano de R&B. Sua discografia é formada por quatro álbuns de estúdio, dois álbuns de copilação, um álbum natalino, dois álbuns de remixes, um extended play, três álbuns de vídeo e vinte e quatro singles (incluindo dois promocionais e cinco como artista convidada).
O grupo lançou o seu álbum de estréia, Destiny's Child, em Fevereiro de 1998 nos Estados Unidos, o álbum alcançou a posição sessenta e sete na Billboard 200. Nos Estados Unidos o álbum foi certificado como disco de platina pela Recording Industry Association of America (RIAA). O primeiro single do grupo, "No, No, No", alcançou a terceira posição na Billboard Hot 100 e foi certificado como disco de platina pela RIAA. Os singles "With Me" e "Get on the Bus" não tiveram o mesmo sucesso do que o primeiro single do grupo.
Depois do sucesso de seu álbum de estreia, Destiny's Child lançou em Julho de 1999, The Writing's on the Wall, o primeiro álbum bem sucedido do grupo que alcançou a posição de número cinco na Billboard 200. "Bills, Bills, Bills" foi lançado como o primeiro single do álbum e alcançou o topo da Billboard Hot 100, se tornando o primeiro single do grupo em primeiro lugar nos Estados Unidos. O terceiro single do álbum, "Say My Name", ficou em primeiro lugar na Billboard Hot 100 por três semanas consecutivas. Nos Estados Unidos o álbum vendeu mais de oito milhões de cópias, sendo certificado oito vezes como disco de platina, o quarto single do álbum, "Jumpin' Jumpin'", também entrou no top dez da Billboard. Em 2000, o grupo gravou uma canção para a trilha sonora do filme Charlie's Angels, lançado a música como um single nos Estados Unidos em Outubro de 2000, "Independent Women Part I", permaneceu em primeiro lugar na Billboard Hot 100 por onze semanas consecutivas.
O terceiro álbum de estúdio, Survivor, lançado em 2001, alcançou a primeira posição Billboard 200, nos Estados Unidos o álbum foi certificado como disco de platina quatro vezes. O terceiro single do álbum, "Bootylicious", ficou em primeiro lugar na Billboard Hot 100, "Survivor", ficou em segundo, os dois singles tiveram um desempenho favorável em outros países também. Em Outubro de 2001, o grupo lançou um álbum de músicas natalinas, 8 Days of Christmas, um álbum contendo novas versões de músicas natalinas que alcançou a posição trinta e quatro na Billboard 200. Em Março 2002, um álbum de músicas remix intitulado, This Is the Remix, foi lançado para ganhar mais fãs antes de um novo álbum de estúdio ser lançado.
Após uma pausa de três anos trabalhando em projetos solo, o grupo se reuniu novamente para gravar seu quarto e ultimo álbum de estúdio, Destiny Fulfilled, foi lançado em Novembro de 2004. O álbum alcançou a segunda posição na Billboard 200 e foi certificado três vezes disco de platina. Ao todo foram lançados quatro singles desse álbum, "Lose My Breath" e "Soldier" ficaram em terceiro lugar na Billboard Hot 100, "Cater 2 U" e "Girl" não entraram no top dez da Billboard. No dia 11 de Junho de 2005, em Barcelona, Espanha, durante a turnê mundial Destiny Fulfilled ... And Lovin' It, o grupo anunciou o fim do grupo. Nesse mesmo ano o grupo lançou a compilação, #1's, em Outubro de 2005, incluindo três novas músicas, "Stand Up for Love", "Feel the Same Way I Do" e "Check on It" trilha sonora do filme A Pantera Cor-de-Rosa, cantada por Beyoncé e o rapper Slim Thug.
Destiny's Child vendeu mais de 60 milhões de discos em todo o mundo, tornando-se um dos grupos que mais venderam nos Estados Unidos e o grupo feminino que mais vendeu discos nos últimos tempos, de acordo com o World Music Awards. A revista Billboard colocou o grupo na lista dos 100 melhores artistas de todos os tempos.

## Álbuns

### Álbuns de estúdio
| Ano                                          | Álbum | Melhor posição | Melhor posição | Melhor posição | Melhor posição | Melhor posição | Melhor posição | Melhor posição | Melhor posição | Melhor posição | Melhor posição | Melhor posição | Melhor posição | Vendas e certificações |
| Ano                                          | Álbum | EUA            | EUA R&B        | AUS            | CAN            | ALE            | FRA            | IRL            | HOL            | NZL            | SUI            | UK             | JAP            | Vendas e certificações |
| -------------------------------------------- | --- | -------------- | -------------- | -------------- | -------------- | -------------- | -------------- | -------------- | -------------- | -------------- | -------------- | -------------- | -------------- | --- |
| 1998                                         | Destiny's Child - Lançado: 17 de Fevereiro de 1998 - Formatos: CD, cassete - Gravadora: Columbia Records           | 67             | 14             | —              | 33             | —              | —              | —              | 30             | —              | —              | 45             | —              | - Vendas nos EUA: 1 milhão - EUA: Platina - CAN: 2× Platina |
| 1999                                         | The Writing's on the Wall - Lançado: 27 de Julho de 1999 - Formatos: CD, cassete - Gravadora: Columbia Records     | 5              | 2              | 2              | 5              | 32             | 21             | 3              | 3              | 6              | 23             | 10             | 33             | - Vendas mundiais: 13 milhões - Vendas nos EUA: 8 milhões - EUA: 8× Platina - AUS: 3× Platina - CAN: 5× Platina - ALE: Ouro - FRA: 2× Ouro - SUI: Ouro - UK: 3× Platina - EUR: 2× Platina                      |
| 2001                                         | Survivor - Lançado: 1 de Maio de 2001 - Formatos: CD, cassete - Gravadora: Columbia Records                        | 1              | 1              | 4              | 1              | 4              | 1              | 1              | 1              | 5              | 1              | 1              | 12             | - Vendas mundiais: 10 milhões - Vendas nos EUA: 5 milhões - EUA: 4× Platina - AUS: 2× Platina - CAN: 4× Platina - ALE: Platina - FRA: 2× Ouro - NZL: 2× Platina - UK: 3× Platina - BRA: Ouro - EUR: 2× Platina |
| 2004                                         | Destiny Fulfilled - Lançado: 15 de Novembro de 2004 - Formatos: CD, download digital - Gravadora: Columbia Records | 2              | 1              | 11             | 3              | 9              | 3              | 5              | 4              | 21             | 3              | 5              | 4              | - Vendas mundiais: 7 milhões - Vendas nos EUA: 3 milhões - EUA: 3× Platina - AUS: Platina - CAN: Platina - ALE: Platina - SUI: Ouro - UK: Platina - JAP: Platina - EUR: Platina                                |
| "—" Não entrou na tabela musical deste país. | |                |                |                |                |                |                |                |                |                |                |                |                | |

### Álbuns natalinos
| Ano                                          | Álbum | Melhor posição | Melhor posição | Melhor posição | Melhor posição | Melhor posição | Melhor posição | Melhor posição | Melhor posição | Melhor posição | Melhor posição | Melhor posição | Vendas e certificações                                                          |
| Ano                                          | Álbum | EUA            | EUA R&B        | AUS            | FRA            | ALE            | IRE            | HOL            | NZL            | SUI            | UK             | JAP            | Vendas e certificações                                                          |
| -------------------------------------------- | --- | -------------- | -------------- | -------------- | -------------- | -------------- | -------------- | -------------- | -------------- | -------------- | -------------- | -------------- | ------------------------------------------------------------------------------- |
| 2001                                         | 8 Days of Christmas - Lançado: 29 de Outubro de 2001 - Formatos: CD, cassete - Gravadora: Columbia Records | 34             | 27             | 64             | 134            | –              | –              | –              | –              | –              | –              | 20             | - Vendas mundiais: 3 milhões - Vendas nos EUA: 1 milhão - EUA: Ouro - CAN: Ouro |
| "—" Não entrou na tabela musical deste país. | |                |                |                |                |                |                |                |                |                |                |                |                                                                                 |

### Álbuns de compilação
| Ano                                          | Álbum | Melhor posição | Melhor posição | Melhor posição | Melhor posição | Melhor posição | Melhor posição | Melhor posição | Melhor posição | Melhor posição | Melhor posição | Melhor posição | Vendas e certificações |
| Ano                                          | Álbum | EUA            | EUA R&B        | AUS            | ITA            | ALE            | IRE            | HOL            | NZL            | SUI            | UK             | JAP            | Vendas e certificações |
| -------------------------------------------- | --- | -------------- | -------------- | -------------- | -------------- | -------------- | -------------- | -------------- | -------------- | -------------- | -------------- | -------------- | --- |
| 2005                                         | #1's - Lançado: 25 de Outubro de 2005 - Formatos: CD, download digital - Gravadora: Columbia Records                                                   | 1              | 1              | 10             | 31             | 27             | 8              | 31             | 3              | 8              | 6              | 1              | - Vendas mundiais: 5 milhões - Vendas nos EUA: 2 milhões - EUA: Platina - AUS: Platina - CAN: Platina - IRL: 2× Platina - NZL: Platina - JAP: 2× Platina |
| 2008                                         | Mathew Knowles & Music World Present Vol.1: Love Destiny - Lançado: 25 de Junho de 2008 - Formatos: CD, download digital - Gravadora: Columbia Records |                |                |                |                |                |                |                |                |                |                | 18             | |
| 2012                                         | Playlist: The Very Best of Destiny's Child - Lançamento: 9 de Outubro de 2012 - Formatos: CD - Gravadora: Columbia, Legacy, Sony                       | 77             | 14             |                |                |                |                |                |                |                |                |                | |
| 2013                                         | Love Songs - Lançamento: 29 de Janeiro de 2013 - Formatos: CD - Gravadora: Columbia Records                                                            | 72             | 14             | 69             | 69             | —              | 27             | 92             | —              | 89             | 44             | 84             | |
| "—" Não entrou na tabela musical deste país. | |                |                |                |                |                |                |                |                |                |                |                | |

### Álbuns de remixes
| Ano                                          | Álbum | Melhor posição | Melhor posição | Melhor posição | Melhor posição | Melhor posição | Melhor posição | Melhor posição | Melhor posição | Melhor posição | Melhor posição | Melhor posição |
| Ano                                          | Álbum | EUA            | EUA R&B        | AUS            | FRA            | ALE            | IRE            | HOL            | NZL            | SUI            | UK             | JAP            |
| -------------------------------------------- | --- | -------------- | -------------- | -------------- | -------------- | -------------- | -------------- | -------------- | -------------- | -------------- | -------------- | -------------- |
| 2000                                         | Single Remix Tracks - Lançado: 1 de Novembro de 2000 - Formatos: CD, download digital - Gravadora: Sony Music / Columbia Records | –              | –              | –              | –              | –              | –              | –              | –              | –              | –              | -              |
| 2002                                         | This Is the Remix - Lançado: 12 de Março de 2002 - Formatos: CD, cassete - Gravadora: Columbia Records                           | 29             | 19             | 43             | 54             | 43             | 59             | 27             | 8              | 43             | 25             | 60             |
| "—" Não entrou na tabela musical deste país. | |                |                |                |                |                |                |                |                |                |                |                |

### Extended plays(EP)
| Ano  | Álbum                                                                      |
| ---- | -------------------------------------------------------------------------- |
| 2001 | Love: Destiny - Lançado: 2001 - Formatos: CD - Gravadora: Columbia Records |

## Singles
| Ano                                          | Título                                | Melhor posição | Melhor posição | Melhor posição | Melhor posição | Melhor posição | Melhor posição | Melhor posição | Melhor posição | Melhor posição | Melhor posição | Certificação                           | Álbum                     |
| Ano                                          | Título                                | EUA            | EUA R&B        | AUS            | CAN            | ALE            | IRL            | HOL            | NZL            | SUI            | UK             | Certificação                           | Álbum                     |
| -------------------------------------------- | ------------------------------------- | -------------- | -------------- | -------------- | -------------- | -------------- | -------------- | -------------- | -------------- | -------------- | -------------- | -------------------------------------- | ------------------------- |
| 1997                                         | "No, No, No Part 2" (com Wyclef Jean) | 3              | 1              | —              | 7              | 17             | —              | 3              | 16             | 13             | 5              | - EUA: Platina                         | Destiny's Child           |
| 1998                                         | "With Me" (com Jermaine Dupri)        | —              | —              | —              | —              | —              | —              | 83             | —              | —              | 19             |                                        | Destiny's Child           |
| 1998                                         | "Get on the Bus" (com Timbaland)      | —              | —              | —              | —              | 60             | —              | 15             | —              | —              | 15             |                                        | Why Do Fools Fall in Love |
| 1999                                         | "Bills, Bills, Bills"                 | 1              | 1              | 26             | 9              | 18             | 17             | 8              | 12             | 28             | 6              | - EUA: Ouro                            | The Writing's on the Wall |
| 1999                                         | "Bug a Boo"                           | 33             | 15             | 26             | —              | 20             | —              | 4              | —              | 60             | 9              |                                        | The Writing's on the Wall |
| 2000                                         | "Say My Name"                         | 1              | 1              | 1              | 9              | 14             | 15             | 4              | 4              | 20             | 3              | - EUA: Ouro - AUS: 2× Platina          | The Writing's on the Wall |
| 2000                                         | "Jumpin', Jumpin'"                    | 3              | 8              | 2              | 6              | 31             | 18             | 5              | 6              | 44             | 5              | - AUS: Platina - NZL: Ouro             | The Writing's on the Wall |
| 2000                                         | "Independent Women Part I"            | 1              | 1              | 3              | 3              | 10             | 2              | 2              | 1              | 2              | 1              | - AUS: 2× Platina - UK: Ouro           | Charlie's Angels          |
| 2001                                         | "Survivor"                            | 2              | 6              | 7              | 2              | 8              | 1              | 2              | 3              | 5              | 1              | - AUS: Platina - UK: Prata             | Survivor                  |
| 2001                                         | "Bootylicious"                        | 1              | 2              | 4              | 4              | 16             | 5              | 3              | 4              | 11             | 2              | - AUS: Platina                         | Survivor                  |
| 2001                                         | "Emotion"                             | 10             | 28             | 17             | 11             | 21             | 9              | 7              | 2              | 21             | 3              | - AUS: Ouro                            | Survivor                  |
| 2002                                         | "Nasty Girl"                          | —              | —              | 10             | —              | 36             | 34             | 23             | 46             | 22             | 111            | - AUS: Ouro                            | Survivor                  |
| 2004                                         | "Lose My Breath"                      | 3              | 10             | 3              | —              | 3              | 1              | 4              | 4              | 1              | 2              | - EUA: Ouro - AUS: Platina - SUI: Ouro | Destiny Fulfilled         |
| 2004                                         | "Soldier" (com T.I. & Lil Wayne)      | 3              | 3              | 3              | —              | 11             | 6              | 10             | 4              | 10             | 4              | - EUA: Platina - AUS: Ouro - NZL: Ouro | Destiny Fulfilled         |
| 2005                                         | "Girl"                                | 23             | 10             | 5              | —              | 38             | 8              | 11             | 6              | 26             | 6              | - EUA: Ouro - AUS: Ouro                | Destiny Fulfilled         |
| 2005                                         | "Cater 2 U"                           | 14             | 3              | 15             | —              | —              | —              | —              | 7              | —              | —              | - EUA: Platina                         | Destiny Fulfilled         |
| 2005                                         | "Stand Up for Love"                   | —              | —              | —              | —              | —              | —              | —              | —              | —              | —              |                                        | #1's                      |
| "—" Não entrou na tabela musical deste país. |                                       |                |                |                |                |                |                |                |                |                |                |                                        |                           |

### Singlespromocionais
| Ano  | Single                           | Melhor posição | Álbum               |
| Ano  | Single                           | EUA R&B        | Álbum               |
| ---- | -------------------------------- | -------------- | ------------------- |
| 2001 | "8 Days of Christmas"            | 57             | 8 Days of Christmas |
| 2004 | "Rudolph the Red-Nosed Reindeer" | —              | 8 Days of Christmas |

## Colaborações

### Emsingles
| Ano                                          | Single                                                        | Melhor posição | Melhor posição | Melhor posição | Álbum               |
| Ano                                          | Single                                                        | EUA            | EUA R&B        | UK             | Álbum               |
| -------------------------------------------- | ------------------------------------------------------------- | -------------- | -------------- | -------------- | ------------------- |
| 1997                                         | "Can't Stop" (com Lil' O)                                     | —              | 87             | —              | Blood Money         |
| 1998                                         | "Just Be Straight with Me" (com Silkk the Shocker e Master P) | 57             | 36             | —              | Charge It 2 da Game |
| 1998                                         | "She's Gone" (com Matthew Marsden)                            | —              | —              | 24             | Say Who             |
| 1999                                         | "Thug Love" (com 50 Cent)                                     | —              | —              | —              | Power of the Dollar |
| 2001                                         | "What's Going On" (com Vários Artistas)                       | 27             | 76             | 6              | What's Going On     |
| "—" Não entrou na tabela musical deste país. |                                                               |                |                |                |                     |

### Em álbuns
| Ano  | Canção                                                             | Álbum                                             |
| ---- | ------------------------------------------------------------------ | ------------------------------------------------- |
| 1997 | "Can't Stop" (Lil' O com Destiny's Child)                          | Soufside Legend Life Story (Greatest Hits Vol. 1) |
| 1998 | "Just Be Straight with Me" (Silkk the Shocker com Destiny's Child) | Charge It 2 da Game                               |
| 1998 | "She's Gone" (Matthew Marsden com Destiny's Child)                 | Say Who                                           |
| 1999 | "Woman in Me" (Jessica Simpson com Destiny's Child)                | Sweet Kisses                                      |
| 1999 | "Thug Love" (50 Cent com Destiny's Child)                          | Power of the Dollar                               |
| 2000 | "Good to Me" (Mary Mary com Destiny's Child)                       | Thankful                                          |
| 2001 | "What's Going On" (Vários Artistas)                                | What's Going On: All-Star Tribute                 |
| 2002 | "Gospel Medley" (Michelle Williams com Destiny's Child)            | Heart to Yours                                    |

## Trilhas sonoras
| Ano  | Música                                                | Filme                     |
| ---- | ----------------------------------------------------- | ------------------------- |
| 1997 | "Killing Time"                                        | Men in Black              |
| 1998 | "Get on the Bus" (com Timbaland)                      | Why Do Fools Fall in Love |
| 1999 | "Stimulate Me" (com Mocha)                            | Life                      |
| 2000 | "Independent Women Part I "                           | Charlie's Angels          |
| 2000 | "Dot"                                                 | Charlie's Angels          |
| 2001 | "Survivor (Remix)" (com Da Brat)                      | Carmen: A Hip Hopera      |
| 2001 | "Bootylicious (Rockwilder Remix)" (com Missy Elliott) | Carmen: A Hip Hopera      |
| 2003 | "I Know "                                             | The Fighting Temptations  |